# チャンキー経
『チャンキー経』（チャンキーきょう、巴: Caṅkī-sutta, チャンキー・スッタ）とは、パーリ仏典経蔵中部に収録されている第95経。『商伽経』（しょうかきょう）とも。
釈迦が、婆羅門チャンキー（商伽）の弟子である青年の婆羅門カーパティカに仏法を説く。

## 構成

### 登場人物
- 釈迦
- チャンキー（商伽） --- 婆羅門。
- カーパティカ --- チャンキーの弟子。16歳の青年の婆羅門。

### 場面設定
ある時、釈迦はコーサラ国のオーパサーダ村に滞在していた。
その村をパセーナディ王から与えられた、村の所有者である婆羅門チャンキーは、釈迦の評判を聞き、弟子たちを連れて釈迦を訪ね、楽しく対話する。
すると、チャンキーの弟子の一人である青年の婆羅門カーパティカが歩み出て、「聖典（ヴェーダ）を読むと、正しい見解を持てるようになる」と述べる。
釈迦はそれに対して、真理を守る者は思い込みではなく根拠を持つことが重要であること、そして三毒に囚われないことや、11支から成る真理獲得の道を説く。
カーパティカは法悦し、三宝への帰依を誓う。

## 日本語訳
- 『南伝大蔵経・経蔵・中部経典3』（第11巻上） 大蔵出版
- 『パーリ仏典 中部（マッジマニカーヤ）中分五十経篇II』 片山一良訳 大蔵出版
- 『原始仏典 中部経典3』（第6巻） 中村元監修 春秋社